# مجلس نواب داكوتا الشمالية
مجلس نواب داكوتا الشمالية (بالإنجليزية: North Dakota House of Representatives)‏ هو مجلس النواب التشريعي لولاية داكوتا الشمالية الأمريكية، يقع المقر الرئيسي له في بيسمارك.